# 水星領航員
《水星領航員》是天野梢所創作的漫畫，以及依此改編的電視動畫、小說、PS2遊戲等。

## 介紹
漫畫原先以《AQUA》的名稱在月刊Stencil上連載。雜誌休刊後，又自2002年4月起以《ARIA》為名於月刊Comic Blade上開始連載，而第一季的電視動畫自2005年10月5日起至12月28日以ARIA The ANIMATION之名播映，共十三集。第二季的電視動畫自2006年4月2日至9月26日以ARIA The NATURAL之名每週播映，共二十六集。第三季的電視動畫ARIA The ORIGINATION自2008年1月7日至3月31日播映，共十三集。
作者在連載初期曾表示這是一部「水與貓的故事」；漫畫上的介紹則為「未來式的治癒系漫畫」。
另，幾乎所有出場人物的名字都統一以「A（あ）」為開頭，而作品中還有作者以前作品的登場人物、作者身邊的貓們會出現。
「ARIA」名稱的由來，為作者過去飼養的一隻貓名。

## 劇情簡介
故事設定在24世紀。彼時人類在火星上進行地球化改造工程，由於兩極冰帽融解的水量超乎預期，全星球有90%被海洋覆蓋，因而被稱為「水星」（Aqua）。在此星球上有個以過去被稱為「水都」的威尼斯為範本所建造的城市新威尼斯（Neo-Venezia），因其仿古的建築與承襲傳統的生活方式而廣受觀光客喜愛；而其中有一種駕駛貢多拉穿梭於運河之間、帶領觀光客遊覽整座城市的職業，稱為領航員（Undine）。
出身於地球（故事中稱為「行星Manhome」）的水無燈里，以成為能獨當一面的領航員為目標而來到新威尼斯，在「亞利亞公司」（Aria Company）見習；身為半熟手的她，每天都持續練習操控貢多拉及觀光導覽。《水星領航員》便是在描寫燈里以及她身旁的朋友在一年四季中的日常生活點滴。
在本作品裡出現的Undine（本意為水之精靈溫蒂妮）指的是專為觀光導覽的貢多拉操控者。能從事的只有女性，是Aqua的明星職業。
領航員手上是否有戴手套為能力的指標：見習生的手為雙手套（Pair），半熟手為單手套（Single），能獨當一面的老手則無手套（Prima）。這是因為有本事的領航員不必使用過多的力量即可操控貢多拉、手也不大會起水泡，所以也就沒有戴手套保護的必要了。
Pair 升級 Single 的測驗是操控貢多拉到達稱為「希望之丘」的地點，而此為測驗內容、其位置與路程皆禁止洩漏；要升格為Prima，雖須通過貢多拉協會特定的考驗，但升級並無明確標準，一般是交由各家公司或負責指導的前輩，關於測驗的方法或標準完全由主考官決定。Prima 的平均升格年齡為18～20歲，成為 Prima 後便可允許為自己取個通稱。
可以自由營業載客的只有無手套，單手套需有負責指導的無手套陪同。渡船（Traghetto）則允許單手套自行營業的，費用上比起Prima 較為便宜，也是由於 Prima 所操控的貢多拉較為安全之故。燈里經常使出「不收取費用，而以朋友的名義乘船」的鑽漏洞招數，因為「規則上所禁止的是單手套以下的領航員所控船之營業行為，並非禁止讓人一同乘船」，而週遭的人們也會默許。此招的發明者是以消磨時間為目的而想免費乘船的看火人阿曉；動畫裡的發明者則是小愛，只是後來阿曉也免費乘船。此外，單手套也能以助手的身份搭乘無手套所操控的貢多拉，動畫中卻有身為雙手套的艾裡須搭乘雅典娜或晃所操控之貢多拉的場面，小說裡同樣也有雅典娜的貢多拉讓艾裡須搭乘的情況。在月刊Undine第3集（18月號）裡，艾裡須操縱貢多拉，卻在有雅典娜搭乘的情況下接受採訪，想來也是用這個招數來隨機應變。
領航員的制服為統一，夏天為類似水手服的襯衫（亞利亞公司的設計有很大的不同，襯衫的前襟為西服領，只有後領還保留水手服的形式）、貼身衣則為下襬帶有開口的連身裙，再加上帽子、鞋子、和半指手套，胸口繫上領結；冬季服飾方面，從長袖連身裙的上面、肩膀的地方披著繫有領結的短斗蓬（手套的設計也和夏天不同）。每家公司的服飾花樣、帽子、領結、鞋子、手套、及連身裙下襬的開口位置不盡相同，成為各家公司的特色。另外在袖子和帽子上則帶有各家公司的標識。

## 登場人物
注意：配音員前者為動畫版與PS2遊戲版，後者為廣播劇CD版。

### 領航員
註：列表為故事進行狀態，部分包含小說版登場人物。（三位女主角在單行本最後一集皆晉升為Prima）
| 領航員一覽                                                                          | 領航員一覽 | 領航員一覽                    | 領航員一覽 | 領航員一覽                          | 領航員一覽                                                               |
| 所屬公司                                                                            | 階級       | 姓名                          | 船槳       | 稱號                                | 備註                                                                     |
| ----------------------------------------------------------------------------------- | ---------- | ----------------------------- | ---------- | ----------------------------------- | ------------------------------------------------------------------------ |
| 亞利亞公司                                                                          | Prima      | 艾莉西亞·佛羅倫斯             | 1          | 白色妖精/雪白精靈(Snow White)       | 3大水精靈之一                                                            |
| 亞利亞公司                                                                          | Prima      | 天地秋乃                      |            | 祖母                                | 2297年退休，被稱為「偉大的祖母」                                         |
| 亞利亞公司                                                                          | Single     | 水無燈里                      | 4          | 無盡的海藍/遙闊湛藍(Aquamarine)     | 來自地球的領航員                                                         |
| 亞利亞公司                                                                          | Pair       | 亞伊/小愛                     | 2          |                                     | 亞利亞公司的新進領航員，是燈里的後輩，在OVA The AVVENIRE中已晉升為Single |
| 姬屋                                                                                | Prima      | 晃·E·費拉利                   | 27         | 鮮紅的薔薇/真紅的薔薇(Crimson Rose) | 3大水精靈之一                                                            |
| 姬屋                                                                                | Prima      | 天地秋乃                      | 1          | 祖母                                | 於2281年獨立並成立亞利亞公司                                             |
| 姬屋                                                                                | Single     | 藍華·S·葛蘭基斯塔             | 8          | 薔薇女王(Rosen Queen)               | 姬屋繼承者                                                               |
| 姬屋                                                                                | Single     | 亞由美·K·亞思敏               |            |                                     | 專門擺渡的領航員                                                         |
| 姬屋                                                                                | Single     | 梓·B·麥拉倫(暫譯)             |            |                                     | 於OVA The AVVENIRE登場，是藍華的後輩                                     |
| 橘色行星                                                                            | Prima      | 雅典娜·葛絡俐                 | 36         | 天籟/天堂的歌聲(Seiren)             | 3大水精靈之一                                                            |
| 橘色行星                                                                            | Prima      | 艾瑞莎·坎寧安                 |            | 不明                                | 現為橘色行星領航員管理部長                                               |
| 橘色行星                                                                            | Single     | 安登良·蒙特威爾迪             |            |                                     | 邊擺渡邊努力成為正式領航員                                               |
| 橘色行星                                                                            | Single     | 夢野杏                        |            |                                     |                                                                          |
| 橘色行星                                                                            | Single     | 阿尼亞·杜斯妥也夫斯卡雅(暫譯) |            |                                     | 於OVA The AVVENIRE登場，是愛理須的後輩                                   |
| 橘色行星                                                                            | Pair       | 愛理須·凱洛爾                 | 18         | 黃昏的公主(Orange Princess)         | 社團成績優秀而被挖掘                                                     |
| 橘色行星                                                                            | Pair       | 阿梅莉                        |            |                                     | 無法昇格Single而轉換別家公司                                             |
| 注:稱號為升格正式領航員時由直屬指導領航員授予，會作為正式記錄保存在船協會的名冊中。 |            |                               |            |                                     |                                                                          |

#### 亞利亞公司（ARIA Company）
水無燈里（Akari Mizunashi，配音員：葉月繪理乃/水橋香織）
來自地球日本的15歲女生，155cm，1月30日水瓶座A型；船槳編號「4」。因嚮往領航員而來到水星，登場時階級為見習的雙手套（Pair），在《AQUA》第1集就已經通過昇格考試而成為半熟手（Single）。
口頭禪為「啊噫」、「耶」、「啊哇哇哇哇」、「太不可思議了」；住在亞利亞公司3樓閣樓，總是和亞利亞社長一起行動，被弗羅里安咖啡館店長稱讚為「享受幸福的高手」。
將瀏海旁的頭髮留長束起（後面頭髮削短）是她的特徵，在最終話(第60話)中，將後面頭髮留長束成馬尾，阿曉戲稱為「鬢子」（由鬢髮而來）；就寢時會戴著貓耳朵的睡帽；晚上要是一片漆黑就不敢睡覺。
是個愛作夢又率真的女孩，一感動脫口而出的台詞都會被藍華以「禁止說令人臉紅的話」堵回去；又因好奇心旺盛，遇到美好的事物都會情不自禁。在練習貢多拉時容易分散注意力，精神容易渙散屢次被藍華勸告。
有著天真爛漫的笑容、善交際而能親密地與初次見面的對象交談，並具有讓人不由自主對她敞開心胸的神奇魅力，因此到處認識新威尼斯的人們（只是大多數是不知彼此姓名的情況）；也有過幾次和不尋常人物一同迷失在其他的世界的經驗。
由於生長在氣候一致的地球而不大能適應氣候變化（特別是冬季），在水星的第1年可以看到許多她為氣候而苦的片段。
在划船技巧方面，如果是倒著划船（站在客人面前會擋住視線的非正確划船法），可划出堪稱「無敵」的速度；只是改為正確划法速度就會減慢，一緊張還會落後更多。這全是因為她還在地球時，用虛擬網路上的模擬器自學時搞錯的。
總是隨身攜帶筆記型電腦發Mail，但收信人在原作是包括貓國王等許多不認識的人。雖然動畫版的對象是小愛，但第1集到達水星後的回憶中，在太空船裡有發Mail給未知人物的片段。動畫版幾乎每一集的結尾，小愛都會唸出回覆的內容。
雖為晚輩3人組中最慢昇格者，實際上已成長不少。除了已能處理公司事務外，划船技術也是大有進步（原本划的方向相反，所以幾乎是從零學起），而且不愧為艾莉西亞的愛徒，划船時的身影也能吸引別人目光。於原作58話昇格為正式領航員，艾莉西亞授與通稱「遙かなる蒼」（「遙闊湛藍」Aquamarine）（此通稱曾拿來當原作第9集Special Navigation的標題「藍寶石」，內容是祖母成立亞利亞公司時的故事）。
在原作第59話雖沒明確標示時期，但其實燈里與另兩位先昇格的朋友一樣，在更早以前就具備了Prima的實力，卻又得知艾莉西亞不想和自己分離的苦惱。
在The NATURAL版《Perfect Guide Book》所刊登的角色分析（技能評量）中，燈里Single時期的評價為掌舵3顆星，接待4顆星，船歌3顆星。
艾莉西亞·佛羅倫斯（Alicia Florence，配音員：大原沙耶香/井上喜久子）
燈里的前輩，並且是人稱「3大水精靈」領航員當中的一人，稱號「雪白精靈」（Snow White）。19歲，165cm，10月30日天蠍座A型；船槳編號「1」。
亞利亞公司的正式員工、偉大的祖母（亞利亞公司的創辦人）最後一位弟子，也是公司實質上的經營者；15歲就昇格為Prima（當時為領航業界最年輕的Prima昇格紀錄），但後來被愛理須打破或追平。
口頭禪是「唉呀唉呀」、「唔呵呵」。充滿慈愛與母性的光輝，被亞利亞社長和燈里當成母親般仰慕著；總是微笑以對並冷靜沈著的優雅女性，以藍華為首，有許多的崇拜者。偉大的祖母稱為「對一切都樂在其中的高手」。
小時候經常和青梅竹馬的晃一起行動，晃走到哪裡就跟到哪裡（或者該說是被晃拖著）。雖然是看到兒時玩伴的晃立志成為領航員後才想當領航員，卻比晃早一步昇格為Prima，也因此多少被晃視為競爭對手。
掌舵技巧兼具俐落與美感，因這股魅力而被許多顧客指名，為了乘坐她的貢多拉而主動來到亞利亞公司的客人也不在少數；亞利亞公司能以2名職員維持下去也是歸於她不錯的業績。而她之所以能成為頂尖的Prima，是由於她熟知水星的歷史、地理、風俗及其他各種領域（如溫泉概要或雪蟲的生態等）的知識，如此學問淵博卻又不會恃才傲物。
有著可乾掉7瓶啤酒的好酒量；興趣是瀏覽各種通訊購物的商品目錄，燈里現在所睡的床鋪也是她新人時期所買。在燈里來到亞利亞公司後便將3樓的閣樓讓給燈里。現在則居住在別處（跟最後一集才出現的老公）。漫畫第7集、《月刊Undine》第2集（13月號）及動畫第2季第9集裡雖有出現戴眼鏡的造型，但視力是否不好（平常是否配戴隱形眼鏡）並不清楚。在動畫版裡擁有空中機車的駕駛執照（但是個業餘駕駛 <Paper Driver>）。
在連載第59話曾向燈里表明，當燈里昇格為Prima的時候就是她結婚引退之時。（雖然尚無結婚對象的相關資訊，但很有可能就是在漫畫第52話〈與海洋的結婚〉中贈與戒指的那位男士。）
退休後順著船協會的邀請而轉任協會的要職。
在The NATURAL版《Perfect Guide Book》所刊登的角色分析（技能評量）中，艾莉西亞的評價為掌舵5顆星、接待5顆星、船歌4顆星。
亞利亞·波克提（Aria Pokoteng，配音員：西村千奈美/林原惠）
亞利亞公司的社長、白色的大型火星（AQUA）貓，年齡至少20以上（從2281年與偉大的祖母相遇時算起），生日不明。叫聲為「噗噫呶」；走路時會發出「澎唷」的腳步聲（在動畫裡腳步聲則與《奇天烈大百科》中的可羅接近）。有點胖，作者形容「白色圓滾滾的傢伙（視覺系）」。雖沒清楚交代名字的由來，但應是由祖母命名。
最喜歡待在袋子裡。多數時間都跟燈里在一起，屢次引導來新威尼斯的燈里到奇怪的地方，並與燈里誤闖貓世界（動畫裡還有添加過去世界）；雖然喜歡同行的姬屋姬社長卻不被對方放在眼裡，反倒是受到橘色行星嘛社長的青睞，總是被她咬住「軟澎澎肚肚」（肚皮周圍，為愛理須特有的表達方式）。
喜歡甜食而讓獸醫擔心會得糖尿病，加上貪吃雖讓體重重達10kg，動作卻相當靈活，燈里及其他多數人都能若無其事的抱著或揹著他。
雖然做什麼都笨手笨腳的，但在初次踩球時就發現只需用單腳的意外才華。
喜歡收看《喵喵撲》英雄節目、並相信平行世界的存在，可見他的個性就像小孩。別人家的廁所不敢獨自進去、在針筒面前會全身僵硬等等，顯示出他其實非常膽小。
會把自己打扮成「喵超人」，並「活躍」於跑去街上幫助有困難的人。但動畫版扮成的「喵超人」，除了姬社長外其他人都早就看穿他的身份。
專用化妝室裡放有大量的服裝、帽子等，甚至還有泳衣，是個很愛打扮的傢伙，卻很討厭洗澡。擁有一台專用的小型電動平底船，當要出發去參加貓聚會時就會自己控船。
另外，似乎跟主持貓聚會的貓妖精（Cait-sith）有某些特殊交情。在嘉年華會期間，客串貓妖精的卡薩諾瓦樂隊其中一員；亦能把貓妖精車掌的銀河鐵道車票交給燈里。當燈里在聖米歇爾島幾乎快被「黑衣女鬼」帶走時（原作第8集，動畫第2季第20集），剛好當天他感冒無法陪同練習，只能在燈里回來前心急如焚。雖然結局是貓妖精解救了燈里，但在〈墓地之島〉此篇的開頭，因特意強調他不在場的事實，更讓人聯想到他與貓妖精的關連性。
20年前，他在亞利亞公司所在地似乎不停等待著「什麼」。但是所等待的是什麼、以及後來是否有等到都沒有交代清楚。只知道和20年前不同的是，他已經願意離開默默等待的地方，並與人之間的交流多了起來。
是以作者飼養的貓「亞利亞」為模特兒創作出來；作者其他短篇作品《小小聖誕節》中也有叫亞利亞的小貓。只是作者的貓在2007年3月7日作品還未完結就已去世。
偉大的祖母（Grandmother，配音員：松尾佳子）
本名天地秋乃（Akino Ametsuchi），亞利亞公司的創辦人，被稱為「偉大的祖母」；領航員時代的稱號不明。50歲，140cm，9月23日天秤座B型。屬於3大水精靈的前一代，橫跨領航業界30年並位居頂端之傳說中的大精靈，亦是退休年齡的最高紀錄保持者。所謂「偉大的祖母」是指她的業績可堪稱現代領航員之母並帶有敬意的表徵，她也是艾莉西亞的老師，除了愛理須外更是許多領航員崇拜的對象。
原本任職於姬屋並於16歲升格為Prima，往後14年都為該公司的王牌且相當活躍，正為每天忙碌的生活而感到惋惜之際遇到了當時還是野貓的亞利亞社長，因此決定自立門戶，於30歲那年成立了亞利亞公司。成立初期主要員工只有她一位，並會不定期錄用領航員，其每位皆能不辱身為「傳說的大精靈」弟子之名成為優秀的領航員。直到40歲後主要工作轉為內勤，46歲那年在她最後的弟子艾莉西亞·佛羅倫斯升格為Prima後便光榮身退，同時亦把亞利亞公司的經營權讓渡給艾莉西亞。
目前是在以地球的美好傳統農村為範本所建設的村莊（城崎村）悠閒地過著隱居生活，自家農田所栽培的蔬菜因富含她的愛情而顯得美味。
退休後成為亞利亞公司的終身名譽顧問，並默默守護著晚輩的前途。
退休前與退休後的身高有很大的差異，有可能是因上了年紀，但原因仍是個謎。關於這一點，在第10集內頁封面的4格漫畫裡燈里提出「伸縮自如！？」的俏皮話，如果採用4格漫畫的尺度，其20年前身高應與艾莉西亞相同。
安娜（Anna，配音員：早水理沙）
動畫版原創人物，為亞利亞公司前領航員，艾莉西亞的前輩，稱號不明。
和布拉諾島的漁夫相遇，之後從亞利亞公司退休結婚。艾莉西亞稱其領航員時代為人爽朗又美麗，並擁有許多男性支持者。
依照亞利亞社長的介紹，可能是亞利亞公司船樁的最初設計人。
小愛（Ai，配音員：水橋香織）
地球出身的女孩，在動畫裡是燈里的通信對象。
原本是為了搭乘艾莉西亞的貢多拉而來，在得知艾莉西亞的預約滿額後便以朋友的名義搭乘燈里的貢多拉。當初因大她好幾歲的姊姊菖蒲（配音員：木川繪理子）從水星蜜月旅行回來後讚不絕口，而討厭起水星與新威尼斯，卻在雙親的好意下一同來到水星，與燈里和藍華2人成為朋友後改為喜歡上這個地方（而之所以會想搭乘艾莉西亞的貢多拉是因為之前其姐也搭過），並約好下次再來水星時要搭乘燈里而非艾莉西亞的貢多拉。之後在過年時與其姐一家人再度造訪水星，和燈里一同探訪亞利亞社長的行蹤過程目擊到遷徙時代的水星。到嘉年華會為止的期間都在亞利亞公司homestay，而在嘉年華會當天又與燈里一同獲知卡薩諾瓦的真實真份。
結局中，小愛成為ARIA Company的新社員，並刻意將小愛第一天的情形描繪成和當初燈理第一天來到ARIA Company一樣的場景
漫畫番外篇裡，她也認識弗羅里安咖啡館店長。當初是因迷路而得到他的幫助，卻因店長的恐怖長相而將人家誤以為是綁架犯，後來又因其舉止才瞭解對方其實是位紳士，並且向他道歉。
亞伊
最終話(第60話)登場的亞利亞公司新進員工，有多數人認為是動畫中的「小愛」(因造型緣故)，
且認為原文應是「アイ」－－也就是小愛。但東立應該是以音直譯為亞伊(Ai)。

#### 姫屋（HIMEYA）
藍華·S·葛蘭基斯塔（Aika S. Granzchesta，配音員：斎藤千和/林原惠）
燈里的朋友，也是姬屋的接班人。16歲，160cm，2月2日水瓶座O型；船槳編號「8」。登場時為Pair，於《AQUA》第1集通過昇格測驗成為Single。
因身份是姬屋經營者葛蘭基斯塔家的繼承人，在姬屋裡除了前輩的晃外，其他員工都會尊稱她「小姐」。
口頭禪是「禁止～！」（最常用在「禁止說令人臉紅的話！」），受到驚嚇時會大叫：「嘰呀！」；在漫畫結尾的附錄漫畫《懶人俱樂部》裡，也有出現過幾次作者本人大叫：「嘰呀！」，因此有可能是作者直接套用自己的口頭禪。
在幼年一次心情低落與當時還是單手套的艾莉西亞相遇、受到鼓舞。從此就立志成為領航員，直到現在都還對艾莉西亞抱有強烈憧憬。
雖然當初會和燈里成為朋友是為了增加與艾莉西亞見面的機會，但現在已去除這種想法，儘管所屬公司不同很多時候都還是和燈里在一起。共同練習也是有她會同燈里與愛理須才得以成形；喜歡叫愛理須「小晚輩」。
自稱「本人至少比燈里或愛理須要來的可靠些」。
喜歡的食物是瑪格麗特披薩及鮮奶油布丁。個性不服輸又好勝心強，一方面卻是個愛哭鬼、膽小鬼。在《AQUA》第2集有她踢棉被、會把手腳伸出床鋪的姿態，由此可見睡相很差；又因個性有些粗野，生活上某些細節部分都還得被晃提醒。擅長料理，在動畫第1季第2集所做的飯讓燈裏及艾莉西亞稱讚。
掌舵時和燈里剛好相反，常有划過快的毛病，同樣也常被晃提醒。
對地重管理人的阿魯抱有好感，會主動邀請阿魯參加一些活動；相反的卻與看火人的阿曉交惡，而被取了一個「哥吉拉」的綽號。當初是希望自己能成為像艾莉西亞那樣的領航員才將頭髮留長，卻在烤肉時讓頭髮燒掉了，但也藉此機會一口氣剪掉頭髮，再也沒有仿效誰，立志成為另一位獨一無二的成熟女性。
原作57話晃提過Prima的昇格測驗就選在兩人都空閒的日子舉行，雖無考試過程的描寫但也順利過關。選擇了「薔薇女王」（Rozen Queen）作為通稱，其他晃為她苦思出來的通稱還有「任性女王」、「名不虛傳姬屋女」、「愛哭鬼小夜曲」等。
升格成為正式領航員後被派任為姬屋新分店的店長。
在The NATURAL版《Perfect Guide Book》所刊登的角色分析（技能評量）中，藍華Single時期的評價為掌舵3.5顆星、接待3.5顆星、船歌3.5顆星。
晃·E·費拉利（Akira E. Ferrari，配音員：皆川純子/三石琴乃）
姬屋的正式領航員。與艾莉西亞是青梅竹馬、亦是「3大水精靈」中的一人，稱號「鮮紅的薔薇」（Crimson Rose）。20歲，168cm，7月29日獅子座O型；船槳編號「27」。
口頭禪是「嘶哇！」等。女中豪傑且說話惡毒，偶而會有強硬的一面，是位很會照顧人的親切女性。因和艾莉西亞從小就認識，Single時期很關心在公司裡沒有同年朋友的艾莉西亞，常常找理由（「有人叫我來亞利亞公司偵察敵情」之類的）來掩飾自己的心意跑去露臉，較艾莉西亞晚成為Prima。雖然小時候就已經和住在浮島的阿曉、阿魯、伍迪3人見過面，本人卻完全沒印象。因當時她都用第一人稱的（男子自稱的「我」），並且打扮完全像個男孩，才會被阿曉誤以為是男的。
藍華形容「該罵時就會罵、該稱讚時就會用力稱讚，並且會認同別人努力的女性」，也是唯一一個會坦率對待姬屋繼承者藍華的員工。她的陪同指導也特別嚴厲，曾受過她指導的燈里、藍華、愛理須3人雖然都被她數落，但同時也讓她們意識到作為新威尼斯招牌工作的領航員所應要有的責任感。對於別人給自己的讚美批評也都能虛心接受，藍華對她雖有零星的牢騷抱怨，但同時也含有景仰的成分。（藍華會有「禁止～！」的口頭禪恐怕就是受她影響。）最尊敬的人為姬屋的表彰人物，也是現任領航員博物館館長的明日香·R·巴吉歐。看到小孩子（作品中主要為愛理須與小愛）似乎很喜歡嚇唬她們。喜歡的東西是胡桃麵包和披薩、還有紅茶跟紅酒等等，對於飲料似乎很講究。
她之所以能晉升為3大水精靈是其優越的接待能力，連處理不好就會讓人反感的「玩弄顧客」也能巧妙地運用自如。
她的姿態在女性顧客間擁有相當高的人氣，載客觀光時所露出的笑容（特別是對同性）極為燦爛，藍華稱之為「淑女殺手」。
她早晚都會躋身姬屋4位偉大前輩所列席的殿堂，已經可以確定她所使用的船槳編號「27」將會永久保留。
在The NATURAL版《Perfect Guide Book》所刊登的角色分析（技能評量）中，晃的評價為掌舵4顆星、接待5顆星、船歌4顆星。
姬·M·葛蘭基斯塔（Hime M. Granzchesta，配音員：水橋香織/井上喜久子）
姬屋的社長，混血火星貓（雖然外表酷似俄羅斯藍貓，但確切品種不明）。體重2.5kg，8月5日生。
原作到目前為止都還沒發出過叫聲，是隻既沈默又優雅的貓，基本上沒什麼臉部表情，雖然被亞利亞社長喜愛，但並不把對方放在眼裡，總是和藍華在一起，也會去參加由Cait-sith主辦的聚會；最喜歡待在箱子裡。雖然平常冷靜如她，但每年健康檢查的疫苗注射卻會讓她厭惡到四處奔逃亂竄（雖然當時的表情還是很冷靜）。
喜歡待在貢多拉的船首，在航行中的貢多拉最常看到她坐在那個位置。
只有一次穿上衣服打扮，即為陪同藍華去找阿魯的時候。
模特兒是作者所飼養的貓「咪助」；但在連載中就已逝世。
亞由美·K·亞思敏 (步美)（Ayumi K. Jasmine，配音員：白石涼子）
在擺渡時與安登良、杏與燈里同一組的單手套領航員。第一人稱都用「我」（うち），相當中性且爽朗俐落。
比起觀光導覽更喜歡將熱情投注在貼近當地生活的擺渡工作，在幾乎以Prima為目標的領航員當中，唯有她一人立志當個專門擺渡的單手套領航員。
對於初次擺渡的燈里給予相當高的評價，認為「早晚都會昇格Prima」。
亞瑟·C·葛蘭基斯塔（Arthur C. Granzchesta）
姬屋的創立者、移居水星的第一代。
阿嘉莎·范吉奧（Agatha Fangio）
姬屋的領航員前輩，船槳號碼為5。
安娜·S·D·席爾瓦（Anna S. D. Silva）
姬屋的領航員前輩，船槳號碼為12。
天地秋乃（Akino Ametsuchi）
姬屋的領航員前輩，船槳號碼為1。於2281年獨立出來成立亞利亞公司，詳細請參閱「偉大的祖母」。
明日香·R·巴吉歐（Asuka R. Baggio）
姬屋的領航員前輩，船槳號碼為2，為目前姬屋最後的表彰人物。
安娜·M·泰巴爾迪（Anna M. Tipardi）
姬屋的領航員，通稱「詩歌女神」（Aoide）（暫譯）。派遣指導員，預定於2302年退休返回地球。
梓·B·麥拉倫（Azusa B. McLaren，配音員:中原麻衣）
於The AVVENIRE登場，姬屋的新進領航員，在校成績優異，因憧憬晃而進入姬屋。不畏懼事物的個性讓人聯想起藍華，是由藍華直接指導的後輩，因被藍華賦予厚望而充滿著自信。對於有興趣的事物總是二話不說地勇於挑戰，並說著口頭禪「可行，大為可行(それあり、おおありだ)」。有將感興趣的情報記錄在隨身電子筆記本的習慣。與橘色行星的阿尼亞是練習夥伴。

#### 橘色行星（Orange Planet）
愛理須·凱洛爾（Alice Carroll，配音員：廣橋涼/齋藤彩夏）
橘色行星的雙手套領航員。登場時14歲，145cm，9月1日處女座B型；船槳編號「18」，擅用右手。在中學貢多拉社的活動成績優秀而被挖掘到橘色行星，但尚未完成義務教育，必須一邊上學一邊練習。因年僅14歲就擁有Pair以上的實力（初次登場時就已有不亞於Single的操控技術），再加上個性也不懂得迎合別人，同僚們對她是敬而遠之。由於首開先例而受到注目，連業界專門雜誌《月刊Undine》也以特集為她大幅報導；同所學校仰慕她的學妹們也不在少數。
興趣是散步、觀賞動畫及聽動畫廣播劇CD、閱讀推理小說和觀賞恐怖電影等。最喜歡謎樣的球藻狀角色「姆君」（或稱阿穆）；口頭禪是「大大的○○」。平常雖然言行成熟，但偶而也會玩一些「左手處罰宣傳」或「自我規則」等與年齡相近（或者該說是比實際年齡幼稚）的遊戲，可見她孩子氣的一面。
在某次單獨練習中與燈里和藍華偶遇以來，與她們兩人在一起的時間變多了。雖然剛登場時是個表情僵硬的女孩，但在與燈里、藍華的相處過程中也漸漸變得柔和，3人的共同練習為每天的例行事項，愛理須自己也敬稱她們兩位為「前輩」。因把出生不久的棄貓小嘛撿回來，兩人的感情也最要好。在橘色行星與雅典娜同寢，常常要協助迷糊的雅典娜，原本認為她「有如自己的左手」般不中用，但在認同左手的功用後也對雅典娜大有改觀，並開始尊敬、仰慕起她來。
去偉大的祖母家裡進修（遊玩）時被其感化，除了尊敬以外也在心中下定決心未來要成為像祖母那樣的女性。
新裝版的《AQUA》第2集裡有收錄她登場的番外篇，但在主要故事的首次登場為《ARIA》第3集。後來打破艾莉西亞成為Prima最年輕的紀錄。
在社交方面與燈里完全相反，因寡言冷淡而非常不擅與人交際。雖有一流的掌舵技術，但無法順利露出職業笑容、導覽的音量及轉角的吆喝聲過小等接待面是她的致命傷，最後都靠練習克服。雖然長久以來兼顧學業與雙手套的練習，但應在更早以前就有單手套以上的實力，因公司考慮到同時兼顧課業與單手套的工作會令她喘不過氣，才一直保留她雙手套的身份。畢業後，對她充滿信心的雅典娜馬上進行昇格測驗，原本就具備的掌舵技巧再加上大有進步的接待應對與船歌，使她成為首位越級升格成爲Prima的領航員，雅典娜授予她稱號「黃昏的公主」（Orange Princess）。以結果來說是晚輩三人組裡最早的昇格者。(第3季.第9集 進行昇格測驗)
在The NATURAL版《Perfect Guide Book》所刊登的角色分析（技能評量）中，愛理須Pair時期的評價為掌舵4顆星、接待2顆星、船歌2顆星。
雅典娜·葛絡俐（Athena Glory，配音員：川上倫子（電視動畫～Avvenire：電視動畫10周年紀念OVA）→佐藤利奈（Crepuscolo/Benedizione：電視動畫15周年紀念劇場版）/河井英里）
橘色行星的正式領航員。與艾莉西亞、晃3人並稱「3大水精靈」，從單手套時代開始就是舊識，稱號「天堂的歌聲（天籟）」（Siren）。21歲，170cm，12月24日魔羯座AB型；船槳編號「36」。由橘色行星所經營的領航員養成學校出身，堪稱裡面的“最高傑作”。
和愛理須同寢室，很關心被同僚疏遠的愛理須。雖是照顧別人的高手，但若換成自己，卻連踩到香蕉皮也不會用手支撐而直接撲倒；小說版裡則是在平坦的地面上也會摔跤的冒失鬼，在晚輩的愛理須眼裡是個敗事有餘的人（雖然平常她願意的話也能讓動作乾淨俐落，卻因太耗神而作罷）。小說版中，她冒失的天性還被員工餐廳職員標記為需注意人物，因曾有最多連續8天沒打破碗盤或一次就打破47張盤子的豐功偉業。
身為領航員能力無庸置疑，特別是船歌方面，已優秀到能發行CD的程度，在她還是單手套見習時就已經有人謠傳她的卓越本領。為了不忘初衷，從Pair時代所用的船槳編號「36」還沿用至今，現在這個編號已是橘色行星的王牌號碼。
愛理須說過，她只要一高興起來就會冒冒失失的，而最近令她開心的事情似乎大多都跟愛理須有關。原本和晃互為競爭公司，雖有（晃單方面的）敵對關係，但自從三人共同練習後已緩和許多，甚至成為好朋友。偶而會有驚人演出讓大夥兒受到驚嚇；低血壓而早上爬不起來；笑起來全身都會輕微震動，但多數人都誤以為她是在生氣。所開的玩笑不是很難笑或是沒說到重點，被開玩笑的人只能驚慌失措。閒暇跟就寢前，很多時候都是在看些不知名的書。有以雙手環抱東西的習慣（枕頭、膝蓋）。興致一來，在救贖節（Redentore）的時候還會跟亞利亞社長和小愛混在一起跳起喵喵撲的體操。不過在原作裡，因救贖節那篇她尚未登場，所以並沒有受到招待（原作的初次登場是第5集）。
原作最終話（第60話）退休後在燈里等人的勸說下參與了歌劇的演出，並大獲好評。
在The NATURAL版Perfect Guide Book所刊登的角色分析（技能評量）中，雅典娜的評價為掌舵4顆星、接待4顆星、船歌5顆星。
小嘛（Maa，配音員：渡邊明乃）
愛理須撿到的流浪火星（AQUA）貓，還是隻幼貓。體重1.2kg，11月22日生。
某天突然出現在燈里們平常集合的小廣場，躺在那裡打盹時被最早到達的愛理須發現，現在則成為橘色行星的社長。雖然小到難以分辨，但有一雙藍色的眼睛。
總是和愛理須在一起，兩人感情也最好；有亂咬的惡習，最常咬的是她喜歡的亞利亞社長白色腹部「軟澎澎肚肚」。做什麼都慢吞吞，只在衝去咬肚子跟用餐時手腳最快。基本上就只會睡覺，原作中很多場面就這樣被她睡過去。
名字的由來是被抱起時會叫「嘛」，愛理須便由此命名；但愛理須誤以為她是公的，一開始就把她取名附有「君」字的「嘛君」，但其實是超喜歡亞利亞社長的母貓。
題外話：在小嘛登場後就有一隻和她完全一樣的貓（不過是白黑色的）來到作者身邊，當然同以「嘛」為牠命名了。
亞特拉(台譯安登良)·蒙特威爾迪 (安德拉)（Atora Monteverdi，配音員：桑島法子）
在擺渡時與亞由美、杏與燈里同一組而相識的單手套領航員，綁馬尾的戴眼鏡女孩。
半年前昇格測驗失敗後，就一直鑽牛角尖地認為擔任杏和自己的那位考官過於嚴厲，不論下了多少苦心都會被全盤否定，而考慮要和亞由美一樣成為專門擺渡的領航員。
在15周年紀念動畫登場時，已經成為Prima。
夢野杏 (杏子)（Anzu Yumeno，配音員：阿澄佳奈）
在擺渡時與亞由美、安登良與燈里同一組而相識的單手套領航員。
在和燈里相遇前歷經多次Prima昇格測驗失敗，即使如此還是積極地練習鼓勵自己，永不放棄繼續挑戰昇格測驗。
在15周年紀念動畫登場時，已經成為Prima。
艾瑞莎·坎寧安（Aretha Cunningham）
橘色行星開幕時的成員，現為橘色行星的領航員管理部長，現任領航員因敬畏而稱她「主任」（Chief）。原屬中堅公司的正式領航員，後來接受公司被橘色行星吸收合併的事實而轉到橘色行星旗下，因有她和明海等人加入，使得橘色行星一成立就擁有高級領航員，並且以此為成為日後發展的基礎。在還沒退下一線時，目標是要打破偉大的祖母所保持的30年領航紀錄，卻因年輕時過於勉強自己、體力已大不如前才逼不得已萌生退意。當時因有身為弟子的雅典娜支持和公司經營者的請求，才決定繼續留在第一線工作。在指導後進方面原本就具有相當熱忱，因此離開領航工作後就接任管理部長，於挖角、培育與管理領航員方面大顯身手，使橘色行星的業績蒸蒸日上，並促成總營業額超越老店姬屋的最大功臣。
阿梅莉（Amélie，配音員：豐口惠）
小說版登場人物，和愛理須一樣在中學貢多拉社表現優越而被挖角到橘色行星的雙手套領航員。
明海·S·瓊斯（Meikai S. Jones）
橘色行星剛成立時的成員。
阿尼亞·杜斯妥也夫斯卡雅（Anya Dostoevskaya，配音員:茅野愛衣）
於The AVVENIRE登場，橘色行星的新進領航員，因好奇Siren傳說和雅典娜與愛理須的情誼而進入橘色行星，是愛理須負責指導的後輩。對新威尼斯和地球歷史流傳的傳說、不可思議事情有興趣，偶爾會用帶有文學的語氣說著不為人知的冷知識。個性冷靜、慢調子，偶爾會露出天然呆的一面。對初次見面的人自我介紹時總說「我來自西伯利亞!」之類的，單純覺得帥氣但其實並不清楚西伯利亞是哪裡，只知道是地球上很偏遠的地方。對於不應該、不被允許的行為會說著口頭禪「大大的該扔到西伯利亞去(でっかいシベリア送りです)」表示懲罰或禁止。和姬屋的梓是練習夥伴。

### 看火人（Salamander）
出雲暁（Akatsuki Izumo，配音員：野島裕史；三瓶由布子(小時候)/草尾毅）
18歲，178cm，1月8日魔羯座O型；職業為「看火人」的青年，個子很高，在浮島控制著水星的天氣。亦是燈里的第一個客人，常稱呼燈里為「鬢子」。自認為喜歡艾利西亞，但其實卻對燈里很在意。與地重管理員阿魯和追風送貨員伍迪兩人從小就認識。有一個哥哥，但老是被哥哥戲弄。
喜歡叫藍華「嘎恰片」，而被藍華反譏「身為男人還綁什麼馬尾」，也被取個「馬尾男」的綽號。小時候總認為自己是人造人，肩負守護水星的和平；當時還曾跟參加學校遠足跑到浮島的晃決鬥（如何將溜滑梯溜得帥氣來一決勝負），而決鬥的原因是被晃稱做無用男。

### 地重管理人（Gnome）
阿魯貝特·皮特（Albert Pitt，配音員：渡邊明乃/田中真弓）
一名「地管人」青年，140cm，5月20日金牛座AB型；被暱稱為阿魯。平日居住在水星的地下，只有在購物時才會來到地面。工作是控制水星的引力，使其與地球相同。雖然外表看起來比燈里和藍華年幼，但其實已經19歲了。
事實上地管人的平均身高都很矮，雖然他的外觀是個嬌小的男孩，但是最后长高了一点。說起話來有點像個老頭。在原作裡沒有出現，但動畫裡卻時常「老頭子冷笑話」連篇（本人聲稱是「地球的高級古典用語」），因實在是太無聊了，不只藍華就連燈里也會對他說：「禁止說老頭子冷笑話」（冷笑話的初次登場是在第7集內頁封面的四格漫畫）。作為地管人雖然只是半熟手，其實力卻不容小覷。
出身浮島，與阿曉和伍迪是青梅竹馬，也是3人中的領導者。除了白天上來地面外一般都是戴普通眼鏡，儘管他平常都待在陰暗的地底下，卻很害怕陰暗的地方，會因恐懼而多嘴起來（本人辯稱「因為地底下有充足的照明設備」），夜間的視覺很犀利。因懂很多星星相關的知識，常被藍華邀請加入和星星有關的活動（如觀星、賞月等）（但真正邀請他的理由絕對是其他原因）。
阿帕爺爺（Appa Jiisan，配音員：立木文彥；遊戲：中村正/大木民夫）
老手的地管人老人家、阿魯的師傅。喜歡日式甜點，阿魯上來地面時都會託他購買。
比阿魯更嬌小、幾乎和亞利亞社長不相上下。會把工作交給阿魯負責（可能是為了方便吃甜食），並給予正面評價，可見十分肯定阿魯的技術。不知為何連在地下工作時也會戴太陽眼鏡。

### 追風送貨員（Sylph）
綾小路宇土51世（Udo Ayanokohji LI，配音員：上田祐司；幼年：齊藤貴美子）
通稱伍迪，任職於「浪漫飛行社」的青年，18歲，185cm，8月8日獅子座O型。
把在空中飛翔說成是在空中游泳，講得很理所當然，還比照成迴游魚的生態，而他自己就是鮪魚。口頭禪為「就是～」（～なのだ），性格爽朗且積極，雖然博學多聞，卻是一個沒有地圖就無法好好送貨的路癡。因某些意外與燈里相遇，便一同騎上空中機車送貨。（但之後因為某些閒言閒語廣為流傳，此事就成了兩人的秘密）。
從小就和阿曉是鄰居，習慣稱阿曉為「曉仔」，和阿魯也是兒時玩伴。總是戴著類似小型太陽眼鏡的眼鏡。
被愛理須叫做「阿穆」，似乎是說他「和姆君大大地相像」。在第9集內頁封面所附錄的4格漫畫裡，愛理須送給他一頂姆君的假髮。
題外話：有人認為他是作者的作品之一《浪漫俱樂部》裡綾小路課長的孫子，他的母親則長得有點像《浪漫俱樂部》裡登場的源氏雛子。而在《AQUA》第2集雖然有出現一位賣夜光鈴的老伯長相與他相似，兩者是否有關則不清楚。

### 其他人物
郵局的老伯（配音員：清川元夢/千葉繁）
通稱（？）郵差先生，本名為庵野波平（Namihei Anno），是燈里來到水星後首位交情不錯的老伯伯。任職新威尼斯卡納勒究（Cannaregio）郵局，工作於他可說是一項樂趣，而且資歷很長，與燈里的交情好到可一同乘坐貢多拉互相閒聊。其他的郵局員工都稱他為「長老」或「爺」，而他更換郵筒袋的手腕就跟他長老的稱謂一樣精彩。雖然個子嬌小卻意外地很有力氣。
貓妖精 (坷多斯)（Cait-sith，配音員：丹澤晃之(遊戲)）
在地球蘇格蘭高地的地方傳說中自古以來所流傳的貓國王，胸部有白色斑紋並體型大如公牛的黑貓。雖然只有傳說的成分，卻與燈里有幾次的相遇，如在嘉年華會扮演卡薩諾瓦、或擔任銀河鐵道的車掌，是一位充滿迷團的貓。當燈里在聖米歇爾島幾乎快被「黑衣女鬼」帶走時，也是得他所救，可見他似乎相當關心燈里；亞利亞社長和姬社長都會去參加他舉辦的貓聚會。他也是傳說中的新威尼斯七大奇景之一：新威尼斯的街上之所以會有這麼多貓正因為城市的守護神為貓妖精。最後現身於體驗過七大奇景的燈里的面前，向她告別。
有關民間傳說方面可參考貓妖精。
阿曉的哥哥（Akatsuki no Ani，配音員：江川央生；少年：奈良徹）
和阿曉相差很多歲數的兄長，本名出雲新太（Arata Izumo），第一人稱習慣用「俺」（おいら），從第7集番外篇推測年齡約為24~27歲（由日本的義務教育推斷）。
從中央大學畢業後，在中堅商社待了幾年便成立自己的貿易公司烏切洛·米拉格拉托瑞(暫譯)，因兼任貿易實務，為尋找有價值的商品頻繁往來水星與地球兩地（一年有一半的時間都在星際船上度過）。
為了搬運新威尼斯的工藝品 – 新威尼斯玻璃而來到亞利亞公司，並請燈里當掌船者（阿曉推薦），對燈里而言也是第一次被顧客指名。
阿曉對他而言是個「笨弟弟」、逗弄起來很有趣，還跟燈里與艾莉西亞閒聊阿曉的過去，對於自己的親弟弟完全是百無禁忌。
在第7集番外篇中所著學生服和《浪漫俱樂部》中登場的夢丘中學制服款式相同，但兩者是否有關係不清楚。
阿曉的母親（Akatsuki no Haha，配音員：飯塚雅弓）
在阿曉的年幼時代篇章和小說版中登場。
總是溫暖守護自稱「人造人」的阿曉，是個心地善良的母親，外表看不出來已是兩個孩子的媽，在阿曉長大後容貌似乎也沒多大變化。小說版中燈里跑去阿曉家中拜訪，看到她年輕的相貌大為吃驚。
弗羅里安咖啡館店長（Caffè Florian Shihainin，配音員：石塚運昇）
本名安東尼奧·柯里昂（Antonio Corleone），身體魁梧有點年紀的好人、並自稱「享受聖馬可廣場的高手」。當燈里在咖啡館等待艾莉西亞參加船協聚會時，兩人便熟識起來，並稱讚燈里為「享受幸福的高手」。
玻璃工匠青年（Glass Shokunin no Seinen，配音員：宮田幸季）
本名J·J·安東（J. J. Anton），新威尼斯玻璃的見習工匠，燈里初次被指名時一起幫忙搬運餐具。因非常尊敬玻璃工匠師傅（Maestro），對於新威尼斯玻璃被侮辱的事情感到受傷而鬧彆扭，後被燈里的一番話深深打動並重新打起精神，也成為她的崇拜者（阿曉的哥哥戲稱：「老弟有情敵了」）。因職業之故，對於新威尼斯玻璃瞭若指掌。正式登場雖是在動畫第2季11集，但早在第1季最後一集就曾出現在一個群眾畫面中。
阿修·貝利魯（Ashe Beryl）
小說《水之都與哀傷的歌姬》中的登場人物。和橘色行星母公司阿瑪迪斯財團並駕齊驅的貝利魯公司之社長姪子，為使傳說中的歌劇〈水精靈〉再度復活來到新威尼斯，進而和燈里們相識。因來自地球有許多不習慣的地方，花了兩天的時間才知道要怎麼洗澡。
造訪水星的理由是因為很在意夢中的女子（地球上預定上演的〈水精靈〉女主角亞德莉娜（Adelina））。最後終將〈水精靈〉的資料收集齊全，並成功讓安琪拉重新編寫劇本。於小說版終章向燈里、藍華、愛理須三人表明自己其實是瓦羅雷劇院（〈水精靈〉歌劇上演的劇院）的經理。
安琪拉·貝利爾（Angela Beryl）
小說《水之都與哀傷的歌姬》中的登場人物，貝利魯公司社長的獨生女、阿修的表姊，20出頭的年紀，打算以〈水精靈〉的一部分資料為基礎來捏造歌劇。2歲就已精通音樂，完全沒見過的樂譜只要看一次就可流暢彈奏。
不但將晃誤認為雅典娜，還一直想把雅典娜挖角成為歌劇歌手等我行我素的行為讓藍華相當反感。

## 出版書籍

### AQUA（水星領航員首部曲）
| 卷數 | 艾尼克斯      | 艾尼克斯           |
| 卷數 | 發售日期      | ISBN               |
| ---- | ------------- | ------------------ |
| 1    | 2001年7月27日 | ISBN 4-7575-0504-3 |
| 2    | 2002年3月27日 | ISBN 4-7575-0647-3 |

新裝版
| 卷數 | Mag Garden    | Mag Garden         | 東立出版社    | 東立出版社         |
| 卷數 | 發售日期      | ISBN               | 發售日期      | ISBN               |
| ---- | ------------- | ------------------ | ------------- | ------------------ |
| 1    | 2003年10月3日 | ISBN 4-901926-89-8 | 2004年7月22日 | ISBN 986-11-4636-9 |
| 2    | 2003年10月3日 | ISBN 4-901926-90-4 | 2004年7月22日 | ISBN 986-11-4637-7 |

### ARIA（水星領航員）
| 卷數 | Mag Garden     | Mag Garden             | 東立出版社     | 東立出版社             |
| 卷數 | 發售日期       | ISBN                   | 發售日期       | ISBN                   |
| ---- | -------------- | ---------------------- | -------------- | ---------------------- |
| 1    | 2002年10月10日 | ISBN 978-4-901926-12-6 | 2003年6月10日  | ISBN 986-11-2510-8     |
| 2    | 2003年3月10日  | ISBN 978-4-901926-36-2 | 2003年8月8日   | ISBN 986-11-2511-6     |
| 3    | 2003年7月10日  | ISBN 978-4-901926-71-3 | 2004年1月7日   | ISBN 986-11-3703-3     |
| 4    | 2004年2月10日  | ISBN 978-4-86127-016-1 | 2004年5月25日  | ISBN 986-11-3704-1     |
| 5    | 2004年8月10日  | ISBN 978-4-86127-062-8 | 2004年12月25日 | ISBN 986-11-4493-5     |
| 6    | 2005年1月11日  | ISBN 978-4-86127-110-6 | 2005年6月4日   | ISBN 986-11-5871-5     |
| 7    | 2005年9月10日  | ISBN 978-4-86127-194-6 | 2005年11月23日 | ISBN 986-11-7634-9     |
| 8    | 2006年1月10日  | ISBN 978-4-86127-224-0 | 2006年4月19日  | ISBN 986-11-8197-0     |
| 9    | 2006年7月10日  | ISBN 978-4-86127-282-0 | 2007年2月8日   | ISBN 978-986-11-8827-0 |
| 10   | 2007年3月30日  | ISBN 978-4-86127-370-4 | 2007年6月28日  | ISBN 978-986-11-9781-4 |
| 11   | 2007年10月3日  | ISBN 978-4-86127-401-5 | 2007年12月19日 | ISBN 978-986-10-0885-1 |
| 12   | 2008年3月10日  | ISBN 978-4-86127-482-4 | 2008年7月9日   | ISBN 978-986-10-1587-3 |

完全版、全7卷
| 卷數 | Mag Garden     | Mag Garden             | 東立出版社                                       | 東立出版社                           |
| 卷數 | 發售日期       | ISBN                   | 發售日期                                         | ISBN                                 |
| ---- | -------------- | ---------------------- | ------------------------------------------------ | ------------------------------------ |
| 1    | 2016年1月9日   | ISBN 978-4-80000-501-4 | 2020年10月26日（已回收） 2021年8月19日（修正版） | ISBN 978-957-26-5295-4（首刷附錄版） |
| 2    | 2016年3月10日  | ISBN 978-4-80000-541-0 | 2021年9月30日                                    | ISBN 978-957-26-7168-9（首刷附錄版） |
| 3    | 2016年5月10日  | ISBN 978-4-80000-571-7 | 2021年10月27日                                   | ISBN 978-957-26-7169-6（首刷附錄版） |
| 4    | 2016年11月10日 | ISBN 978-4-80000-628-8 | 2021年11月25日                                   | ISBN 978-957-26-7170-2（首刷附錄版） |
| 5    | 2017年3月10日  | ISBN 978-4-80000-661-5 | 2021年12月30日                                   | ISBN 978-957-26-7171-9（首刷附錄版） |
| 6    | 2017年7月10日  | ISBN 978-4-80000-703-2 | 2022年1月24日                                    | ISBN 978-957-26-7172-6（首刷附錄版） |
| 7    | 2017年11月10日 | ISBN 978-4-80000-728-5 | 2022年3月7日                                     | ISBN 978-957-26-7173-3（首刷附錄版） |

### 其他書籍
小說
- 《水星領航員 水之都與哀傷的歌姬》（ARIA 水の都と哀しき歌姬の物語）

原作、插畫：天野こずえ／本文：藤咲あゆな

| 卷數 | Mag Garden    | Mag Garden         | 東立出版社    | 東立出版社             |
| 卷數 | 發售日期      | ISBN               | 發售日期      | ISBN                   |
| ---- | ------------- | ------------------ | ------------- | ---------------------- |
| 全   | 2006年2月28日 | ISBN 4-86127-241-6 | 2007年4月20日 | ISBN 978-986-11-9493-6 |

- 《水星領航員 四季之風的贈禮》（ARIA 四季の風の贈り物）

原作、插畫：天野こずえ／本文：岡田麿里、藤咲あゆな、浦畑達彦、吉田玲子

| 卷數 | Mag Garden    | Mag Garden         | 東立出版社     | 東立出版社             |
| 卷數 | 發售日期      | ISBN               | 發售日期       | ISBN                   |
| ---- | ------------- | ------------------ | -------------- | ---------------------- |
| 全   | 2008年1月10日 | ISBN 4-86127-448-6 | 2008年12月18日 | ISBN 978-986-10-2824-8 |

導讀手冊
《水星領航員 公式領航手冊》（ARIA オフィシャルナビゲ－ションガイド）
| 卷數 | Mag Garden     | Mag Garden         | 東立出版社    | 東立出版社             |
| 卷數 | 發售日期       | ISBN               | 發售日期      | ISBN                   |
| ---- | -------------- | ------------------ | ------------- | ---------------------- |
| 全   | 2005年10月29日 | ISBN 4-86127-212-2 | 2007年7月16日 | ISBN 978-986-11-9728-9 |

## 電視動畫

### ARIA The ANIMATION（第一季）

#### 製作人員
- 企劃：保坂嘉弘、春田克典、中村直樹、關一郎
- 原作：
- 導演、系列構成：佐藤順一
- 副導演：布施木一喜
- 人物設計、總作畫監督：古賀誠
- 劇本：吉田玲子
- 設計工作：春日井浩之
- 美術監督：西川淳一郎
- 音樂：Choro Club feat. Senoo
- 音樂製作：Victor Entertainment
- 製作人：內田哲夫
- 動畫製作：Hal Film Maker
- 製作：ARIA Company

#### 主題曲
片頭曲

歌：牧野由依、作詞：河井英里、作曲・編曲：
片尾曲
「Rainbow」
歌：ROUND TABLE feat. Nino、作詞・作曲：北川勝利、編曲：ROUND TABLE
插入曲
1.
使用集數：第11集、第12集
歌：牧野由依、作詞：伊藤利惠子、作曲：北川勝利、編曲：櫻井康史
2.「just for you」
使用集數：第13集
歌：ROUND TABLE feat. Nino、作詞：伊藤利惠子、作曲：北川勝利、編曲：ROUND TABLE・櫻井康史
3.
使用集數：第6集、第11集
歌・作詞：河井英里、作曲・編曲：

#### 各話標題
| 集數 | 中文翻譯                         | 日文原文 |
| ---- | -------------------------------- | -------- |
| 1.   | 美麗的奇蹟                       |          |
| 2.   | 在那特別的日子…                  |          |
| 3.   | 與那透明的少女…                  |          |
| 4.   | 無法寄達的信…                    |          |
| 5.   | 到那不存在的島嶼去…              |          |
| 6.   | 想要守護的東西…                  |          |
| 7.   | 那樣美好的工作                   |          |
| 8.   | 那個憂鬱的社長…╱那個英雄就是我啦 |          |
| 9.   | 如星星般的精靈                   |          |
| 10.  | 在那溫暖的休憩日                 |          |
| 11.  | 那一段青澀的日子…                |          |
| 12.  | 溫柔的願望…                      |          |
| 13.  | 在那純白的早晨裡…                |          |

本作之藍光光碟BOX於2015年12月24日發售，附送特典包括新作第一話等。

### ARIA The NATURAL（第二季）

#### 製作人員
- 原作：
- 導演、系列構成：佐藤順一
- 副導演：竹下健一
- 總作畫監督：熊古哲夫
- 人物設計：古賀誠
- 劇本：吉田玲子、岡田磨里、
- 美術設定：西川淳一郎
- 美術監督：吉川洋史
- 音樂：Choro Club feat. Senoo
- 音樂製作：Victor Entertainment
- 製作人：內田哲夫
- 動畫製作：Hal Film Maker
- 製作：ARIA Company

#### 主題曲
片頭曲
1.
使用集數：第1集～第15集、第18集～第25集
歌：牧野由依、作詞：河井英里、作曲・編曲：
2.
使用集數：第16集、第17集
歌：牧野由依、作詞：河井英里、作曲・編曲：
3.
使用集數：第26集
歌：牧野由依、作詞：河井英里、作曲・編曲：
片尾曲
1.
使用集數：第1集～第15集，第21集插入曲
歌：ROUND TABLE feat. Nino、作詞・作曲：北川勝利、編曲：ROUND TABLE・櫻井康史
2.「Smile Again」
使用集數：第16集～第25集
歌：葉月繪理乃、作詞・作曲：妹尾武、編曲：妹尾武・羽岡佳
3.「Rainbow」
使用集數：第26集
歌：ROUND TABLE feat. Nino、作詞・作曲：北川勝利、編曲：ROUND TABLE
插入曲
1.
使用集數：第17集
歌：牧野由依、作詞：牧野由依、作曲：F.GIRAUD、編曲：河野伸
2.
使用集數：第9集
歌：ROUND TABLE feat. Nino、作詞：伊藤利惠子、作曲：北川勝利、編曲：ROUND TABLE・櫻井康史
3.
歌・作詞：河井英里、作曲・編曲：
4.
歌・作詞：河井英里、作曲・編曲：
5.
歌：齋藤千和、作詞：高橋舞、作曲：F.GIRAUD、編曲：

#### 各話標題
| 集數 | 中文翻譯                                  | 日文原文 |
| ---- | ----------------------------------------- | -------- |
| 1.   | 嘉年華會上的相遇                          |          |
| 2.   | 尋找寶物…                                 |          |
| 3.   | 在那流星雨之夜…                           |          |
| 4.   | 新威尼斯色彩的真諦…                       |          |
| 5.   | 雨中的那美麗相遇…╱在那春天尋覓到的新發現… |          |
| 6.   | 那鏡中所映出的笑容…                       |          |
| 7.   | 到貓咪們的王國去…                         |          |
| 8.   | 在波克羅日裡…                             |          |
| 9.   | 素顏的星星們…                             |          |
| 10.  | 溫暖的城市與人們與…                       |          |
| 11.  | 那片珍貴的光輝裡…                         |          |
| 12.  | 追尋海市蜃樓╱夜光鈴之光                   |          |
| 13.  | 大大的自我遊戲規則                        |          |
| 14.  | 最新的回憶                                |          |
| 15.  | 在寬廣的圈子裡…                           |          |
| 16.  | 與鳳尾船道別…                             |          |
| 17.  | 在那雨夜過後…                             |          |
| 18.  | 嶄新的自己…                               |          |
| 19.  | 那愛哭鬼真是的…╱少女情懷                  |          |
| 20.  | 不速之客                                  |          |
| 21.  | 在那銀河鐵道之夜裡…                       |          |
| 22.  | 在那不可思議的世界裡…╱保護水星的使者      |          |
| 23.  | 海與愛與心意…                             |          |
| 24.  | 朝向明日的領航員前進                      |          |
| 25.  | 相遇的結晶…                               |          |
| 26.  | 那雪白的溫柔城市…                         |          |

本作之藍光光碟BOX將於2016年3月23日發售，附送特典包括新作第二話，及本系列第一部OVA《ARIA The OVA 〜ARIETTA〜》等。

### ARIA The OVA ～ARIETTA～（OVA）

#### 製作人員
- 原作：
- 導演、腳本、內容：佐藤順一
- 演出：竹下健一
- 作畫監督：
- 人物設計：古賀誠
- 美術監督：吉川洋史
- 色彩設計：川上善美
- 攝影監督：吉田寬
- 3DCGI：松本薰
- 特效：安部貴俊
- 音樂：Choro Club feat. Senoo
- 音樂製作：Victor Entertainment
- 動畫製作：Hal Film Maker
- 製作：ARIA Company、Media Factory、松竹、東京電視台Medianet、AT-X

#### 主題曲
片頭曲

歌・作詞・作曲：SONOROUS、編曲：Choro Club、撥弦樂器編曲：（Choro Club Produce）
片尾曲

歌：葉月繪理乃、作詞：伊藤利惠子、作曲・編曲：北川勝利、撥弦樂器編曲：櫻井康史（妹尾武鋼琴演奏）
插入曲

歌・作詞：河井英里、作曲・編曲：
做為雅典娜的船歌。

### ARIA The ORIGINATION（第三季）

#### 製作人員
- 企劃：立石茂、春田克典、中村直樹、松本輝起、岩崎篤史
- 脚本：吉田玲子、
- 人物設計：古賀誠
- 總作畫監督：音地正行
- 美術監督：田尻健一
- 色彩設計：川上善美
- 副導演：竹下健一
- 撮影監督：吉田寬
- 音樂：Choro Club feat. Senoo
- 音樂製作：flying DOG/JVC Entertainment
- 製作人：田頭伸哉、内田哲夫、紅谷佳和、飯塚壽雄、淺香敏明
- 動畫製作：Hal Film Maker
- 製作：ARIA Company
- 導演、系列構成：佐藤順一

#### 主題曲
片頭曲

歌：牧野由依、作詞：河井英里、作曲、編曲：
片尾曲

歌・作詞：新居昭乃、作曲：新居昭乃、保刈久明、編曲：保刈久明
插入曲
1. 
歌・作詞：河井英里、作曲・編曲：
第5集雅典娜的船歌。
2. 
歌・作詞：新居昭乃、作曲：新居昭乃、保刈久明、編曲：保刈久明
用於第5.5集、第7集。
3. 
歌：廣橋涼、作詞・作曲・編曲：
用於第9集愛麗斯的船歌。
4. 
歌：葉月繪理乃、作詞：伊藤利恵子、作曲・編曲：北川勝利、撥弦樂器編曲：櫻井康史（妹尾武鋼琴演奏）
介紹贊助廠商時播放。原為「ARIA The OVA ~ARIETTA~」片尾曲，在第3集以鋼琴版播放。
5. 
歌：牧野由依、作詞・作曲：伊藤利惠子、編曲：櫻井康史、伊藤利惠子
用於第12集水無燈里的Prima升格考試，以及第13集 艾莉西亞 在燈里成為Prima之後引退的背景音樂。

#### 各話標題
| 集數 | 中文翻譯（暫譯）          | 日文原文 |
| ---- | ------------------------- | -------- |
| 1.   | 在那 不久就將到訪的春風中 |          |
| 2.   | 那個 面帶微笑的客人是     |          |
| 3.   | 那份 裝滿的思念           |          |
| 4.   | 那些 以明天為目標的人們   |          |
| 5.   | 那片 載滿回憶的四葉苜蓿   |          |
| 5.5  | 那個 略點神秘的地方       |          |
| 6.   | 那次 極好的課外授業       |          |
| 7.   | 在那 緩慢的時光中         |          |
| 8.   | 在那 重要之人的記憶中     |          |
| 9.   | 在那 橘色微風的圍繞之中…  |          |
| 10.  | 賞月之夜的期待            |          |
| 11.  | 開始轉變的日子            |          |
| 12.  | 在湛藍的海與風之中        |          |
| 13.  | 全新的開始                |          |

本作之藍光光碟BOX將於2016年6月24日發售，附送特典包括新作第三話等。

### 蒼之謝幕
2015年2月5日，在原作者天野梢的另一部作品《藍海少女！》中宣布進行第一季動畫播放10周年紀念企劃《〈水星領航員〉蒼之謝幕》（「ARIA」蒼のカーテンコール），計畫推出藍光光碟BOX，以及製作新作ARIA The AVVENIRE（「Avvenire」即義大利語的「未來」） ，計劃於2015年9月26日於全日本11家劇場上映（後在7月擴大上映規模到23家），並預定於每月5日（即《藍海少女！》連載之雜誌《Comic Blade》出刊日）發表紀念企劃的新情報。另外在同日，紀念企劃及新作動畫的官方網頁，網站，推特帳戶及Facebook專頁開設。其中日本時間2月5日晚上11點開設，Mag-Garden內的紀念企劃網頁由於瀏覽量過大，在翌日暫時封閉。截至2月11日，紀念企劃網頁已經恢復。
2015年4月4日，新作之特報影像在相同製作公司製作的《幸福光暈 ～畢業寫真～ 第1部　芽～GIZASHI～》首次放映時首次公開，並於4月6日在網上公開。另外官方推特及網頁在同日公布聲優名單，將保持所有在以前電視版出演的聲優不變。對於擔當雅典娜·葛絡俐的聲優，在2011年去世的川上倫子的問題，經過各方同意，她的名字將會作為製作委員會一員在職員表列出，而角色介紹上仍會列出她的名字。由於《藍海少女！》在5月號《Comic Blade》沒有出刊，5月並無本作的情報公開。
2015年6月5日，官方公布有關於新作之構成，新登場角色的設定圖等。本作將由3集故事構成，並且在本作使用3D技術，協助描繪鳳尾舟等有難度的場景。另外，過往播放之三季動畫的藍光光碟BOX將由原作者繪畫封面圖片，並附送映像特典，音聲特典，以及動畫新作等特典；劇場上映方面將於日本全國11所影院上映，並在6月20日開始發售前售券。9月7日公布將發行入場者特典，為本作內三家不同公司內角色色紙，並進行每周輪替。
2015年6月18日，官方公布新登場角色的資料，姬屋所屬的梓・B・麥拉倫將由中原麻衣飾演，橙色行星所屬的阿尼亞將由茅野愛衣飾演。官方並在其後的6月25日宣布在一個月後的7月25日進行動畫第一季的一舉放送（一次播放第一季所有話數）。另外官方也在分別在8月2日，8月9日及9月6日進行第二及第三季的一舉放送。

#### ARIA The AVVENIRE
電視動畫播放10週年新作，「蒼之謝幕」（蒼のカーテンコール）企劃第一部。內容將由在過去三季動畫都尚未動畫化的原作故事和全新製作的故事構成，共3話。
故事發生的時間定在電視動畫版結束之後，新增角色藍華的後輩－梓和愛里須的後輩－阿尼亞，兩人如何與小愛認識，以新三後輩的視角切入描述TV主角們過去經歷和後續生活。此新作先後在電視動畫第一，二，三季的藍光碟分別附上第一，二，三集；在2017年9月6日獨立發售其藍光碟。

##### 製作人員
- 原作：
- 導演、系列構成：佐藤順一
- 劇本：吉田玲子
- 人物設計：音地正行／天野こずえ（新登場角色）
- 音樂：Choro Club feat. Senoo
- 動畫制作：TYO Animations
- 製作：ARIA Company（雅典娜原聲優川上倫子之名字將作為製作委員會一員在職員表列出）
- 發行：松竹媒體事業部

##### 主題曲
主題歌。

歌：西澤幸奏、作詞：松井俊介、作曲、編曲：伊賀拓郎

##### 各話標題
| 集數 | 中文翻譯（暫譯）      | 日文原文 |
| ---- | --------------------- | -------- |
| 1.   | 一直以來都想相遇的你… |          |
| 2.   | 那次 溫情的離別…      |          |
| 3.   | 向那 遙遠的未來…      |          |

#### ARIA The CREPUSCOLO
2020年4月14日，官方宣布將製作電視動畫十五周年新作（《蒼之謝幕》系列第二部）；並同時宣布由佐藤利奈接替雅典娜一角。2020年7月22日，官方推特帳戶宣布該新作將定題「ARIA The CREPUSCOLO」（「Crepuscolo」即義大利語中的「曙暮光」）。2020年11月27日，官方宣布片頭及片尾主題曲將由安野希世乃演唱，安野也將飾演原創角色「アレッタ」。新作於2021年3月5日於全日本76家劇場上映，8月18日發售藍光碟。

##### 製作人員
- 原作：
- 總監督、腳本：佐藤順一
- 監督：名取孝浩
- 角色設計、總作畫監督：伊東葉子
- 美術監督：氣賀澤佐知子（Studio UNI）
- 色彩設計：木村美保
- 攝影監督：間中秀典
- 音樂：Choro Club feat. Senoo
- 音樂制作：Flying DOG
- 音響制作：樂音舍
- 動畫制作：J.C.STAFF
- 製作：松竹
- 發行：松竹ODS事業室

##### 主題曲
片頭曲
主唱：安野希世乃
片尾曲「echoes」
主唱：安野希世乃

##### 各話標題
| 集數 | 中文翻譯（暫譯）        | 日文原文 |
| ---- | ----------------------- | -------- |
| 1.   | 那個 最心愛的您的笑容.. |          |

#### ARIA The BENEDIZIONE
2021年3月5日，「ARIA The CREPUSCOLO」上映當日宣布將製作新作動畫「ARIA The BENEDIZIONE」（「Benedizione」即義大利語中的「祝福」），是為「蒼之謝幕」系列的第3部及最後一部作品。官方在2021年8月10日宣布其將在2021年12月3日上映，片頭及片尾曲將交回演唱電視動畫第一，二，三季片頭曲的歌手牧野由依演唱。8月24日發售藍光碟。

##### 製作人員
- 原作：
- 總監督、腳本：佐藤順一
- 監督：名取孝浩
- 角色設計、總作畫監督：伊東葉子
- 美術監督：氣賀澤佐知子（Studio UNI）
- 色彩設計：木村美保
- 攝影監督：間中秀典
- 音樂：Choro Club feat. Senoo
- 音樂制作：Flying DOG
- 音響制作：樂音舍
- 動畫制作：J.C.STAFF
- 製作：松竹
- 發行：松竹ODS事業室

##### 主題曲
片頭曲
主唱：牧野由依
片尾曲
主唱：牧野由依

##### 各話標題
| 集數 | 中文翻譯（暫譯）                | 日文原文 |
| ---- | ------------------------------- | -------- |
| 1.   | 邁向 和最愛的你一起相伴的明天.. |          |

## 出版

### 書籍
- 《ARIA The ANIMATION Starter Book》2005年10月5日發售、ISBN 4-86127-204-1
- 《ARIA The ANIMATION Perfect Guidebook》（附廣播劇CD）2006年3月29日發售、ISBN 4-86127-263-7
- 《ARIA The NATURAL Perfect Guidebook》（附廣播劇CD）2006年12月22日發售、ISBN 4-86127-327-7
- 《ARIA The ORIGINATION Perfect Guidebook》（附廣播劇CD、短篇漫畫）2008年7月26日發售、ISBN 4-86127-510-5

畫冊
- 《Alpha 天野こずえ Illustration Works》2004年1月29日發售、ISBN 4-86127-009-X
- 《Stella 天野こずえ Illustration Works2》2005年3月29日發售、ISBN 4-86127-140-1
- 《Cielo 天野こずえ Illustration Works3》2006年8月30日發售、ISBN 4-86127-297-1
- 《Birth 天野こずえ Illustration Works4》2011年2月10日發售、ISBN 978-4-86127-804-4

ARIA
- 《ARIA The ILLUSTRATION AVVENIRE》2008年12月24日發售、ISBN 978-4-86127-573-9

月刊Undine系列（月刊ウンディーネ）
- 月刊Undine NO.1：姬屋篇（Vol.1 姫屋特集号） 附贈 ARIA Company Miniature Doll House 1F&姫屋's。

2006年7月10日發售、ISBN 4-86127-268-8
- 月刊Undine NO.2：ARIA篇（Vol.2 ARIAカンパニー特集号） 附贈 ARIA Company Miniature Doll House 2F&ARIA Company's。

2006年7月18日發售、ISBN 4-86127-269-6
- 月刊Undine NO.3：橘色行星篇（Vol.3 オレンジぷらねっと特集号） 附贈 ARIA Company Miniature Doll House 3F&Orange Planet's。

2006年7月24日發售、ISBN 4-86127-270-X
- 月刊Undine NO.4：愛里須特集（Vol.4 アリス・キャロル特集号） 附贈 由天野梢老師完全監修的ARIA公司模型－亞利亞社長2隻。

2008年3月7日發售、ISBN 978-4-86127-449-7
- 月刊Undine NO.5：藍華特集（Vol.5 藍華.S.グランチェスタ特集号） 附贈 由天野梢老師完全監修的ARIA公司模型－亞利亞社長2隻。

2008年3月21日發售、ISBN 978-4-86127-449-7
- 月刊Undine NO.6：水無燈里特集（Vol.6 水無灯里特集号） 附贈 由天野梢老師完全監修的ARIA公司模型－亞利亞社長2隻。

2008年4月4日發售、ISBN 978-4-86127-451-0
《水星領航員趣味繪本系列》
當初是以這個商品名稱發表，後因發售日變更名稱也隨之變更。
-  附贈一套雅典娜（半熟手時期）、嘛社長、橘色行星白色平底船、橘色行星船槳2支模型。

2007年3月10日發售、ISBN 978-4-86127-337-7
-  附贈一套晃（半熟手時期）、姬社長、姫屋白色平底船、姫屋船槳2支模型。

2007年3月20日發售、ISBN 978-4-86127-338-4
-  附贈一套艾莉西亞（半熟手時期）、亞利亞社長、黑色平底船模型。

2007年3月30日發售、ISBN 978-4-86127-339-1

### 廣播劇CD
- Comic Blade Drama CD Series
  - 「ARIA」 Drama CD I（2004年8月25日發售）
  - 「ARIA」 Drama CD II（2005年8月24日 發售）
  - 「AQUA」 Drama CD I（2005年9月22日發售）
- ARIA The ANIMATION Drama CD I BLUE（2005年11月25日發售）
- ARIA The ANIMATION Drama CD II RED（2005年12月22日發售）
- ARIA The ANIMATION Drama CD III ORANGE（2006年1月25日發售）
- ARIA The NATURAL Drama CD I（2006年6月23日發售）
- ARIA The NATURAL Drama CD II（2006年7月20日發售）
- ARIA The ORIGINATION Drama CD I ～雪～（2008年3月21日發售）
- ARIA The ORIGINATION Drama CD II ～月～（2008年4月23日發售）
- ARIA The ORIGINATION Drama CD III ～花～（2008年5月21日發售）

### 原聲帶
- 「ARIA The ANIMATION」Original Soundtrack（2005年11月23日發售）

音樂：Choro Club feat. Senoo
- 「ARIA The NATURAL」ORIGINAL SOUNDTRACK due（2006年5月24日發售）

音樂：Choro Club feat. Senoo
- [46]（2006年8月2日發售）

音樂：、妹尾武，獨白：葉月繪理乃、斎藤千和、廣橋涼、大原沙耶香
- （2006年9月6日發售）

音樂：牧野由依、ROUND TABLE feat. Nino、河井英里、葉月繪理乃、斎藤千和、領航員少女 feat. 亞利亞社長
- ARIA The ORIGINATION ORIGINAL SOUNDTRACK tre（2008年2月20日發售）

音樂：Choro Club feat. Senoo
- （2008年3月26日發售）

音樂：妹尾武、

### 其他
- 「ARIA The ANIMATION」Desktop Accessory（桌面小工具） 2006年9月15日發售

Windows XP/Me/2000/98SE 專用
- 「ARIA The NATURAL Crystal Jacket Set」（iPod nano 2nd Generation專用水晶保護盒） 2007年夏發售

只限animate網路販售，100個限量生產。

## 改編遊戲
《ARIA The NATURAL ～遙遠記憶之幻象～》
Alchemist在2006年9月28日發行的PS2遊戲。

遊戲本身是以視覺小說界面構成，故事從青年主角的觀點來描述，內容添加了遊戲獨創要素、忠實呈現原作漫畫及動畫影像，更增強了動畫的呈現效果。作者除了特別為遊戲新繪CG外，還親自設計遊戲原創角色。在2006年4月Alchemist所舉辦的活動中發表的遊戲主題曲，其作詞、作曲的為近來在遊戲歌曲圈佔有穩固地位的志倉千代丸。
故事
主角是在地球的大學裡專攻都市工學的青年，為了做實地考察而造訪水星，因某個契機與燈里相遇後便一起行動。原本和燈里等人在水星過著愉快平穩的生活，但那樣的情景卻逐漸一步一步地改變了。
主題曲
- 片頭曲「BLUE BLUE WAVE」（歌：KAORI，作詞、作曲：志倉千代丸，編曲：磯江俊道）
- 片尾曲（歌：KAORI，作詞、作曲：志倉千代丸，編曲：上野浩司）

《ARIA The ORIGINATION ～藍色行星的天空～》
Alchemist在2008年6月26日發行的PS2遊戲。背景為冬天的新威尼斯，讓玩家從以Prima為目標的見習領航員阿涅絲·杜馬（安妮）的觀點來體驗遊戲。
主題曲
- 片頭曲「graceful way」（歌：Kicco，作詞、作曲：志倉千代丸，編曲：上野浩司）
- 插入歌「Il Cielo」（歌：安妮（花澤香菜），作詞、作曲、編曲：水野大輔）
- 片尾曲（歌：諫山實生，作詞、作曲：志倉千代丸，編曲：水野大輔）

## 評價
《水星領航員》名列在朝日電視台於2006年所票選的史上100大動畫的名單中。

## 外部連結
- 天野梢的個人網站 AMANO COMPANY （页面存档备份，存于）（日語）
- 《水星領航員》動畫官網（日語）
- 水星領航員（東京電視台的動畫介紹） （页面存档备份，存于）（日語）
- 《ARIA The NATURAL ～遙遠記憶之幻象～》遊戲官網（日語）
- 《ARIA The ORIGINATION ～藍色行星的天空～》遊戲官網（日語）
- 台灣代理木棉花《ARIA The ANIMATION》動畫官方網站 （页面存档备份，存于）（繁體中文）
- 台灣代理木棉花《ARIA The NATURAL》動畫官方網站 （页面存档备份，存于）（繁體中文）
- ARIA（水星领航员）专题 （页面存档备份，存于）（简体中文）